# Simone Andreetta
Simone Andreetta (Vittorio Veneto, 30 augustus 1993) is een Italiaans voormalig wielrenner in 2018 zijn carrière afsloot bij Bardiani CSF.

## Overwinningen
2011
2e etappe Ronde van Lunigiana
2014
Giro del Belvedere
4e etappe Ronde van Friuli-Venezia Giulia
Bergklassement Ronde van Friuli-Venezia Giulia

## Resultaten in voornaamste wedstrijden
| Jaar | Ronde van Italië | Ronde van Frankrijk | Ronde van Spanje |
| ---- | ---------------- | ------------------- | ---------------- |
| 2015 |                  |                     |                  |
| 2016 | 141e             |                     |                  |
| 2017 | 156e             |                     |                  |
| 2018 | 125e             |                     |                  |

| Jaar | Milaan-San Remo | Amstel Gold Race | Ronde van Lombardije |
| ---- | --------------- | ---------------- | -------------------- |
| 2015 |                 | opgave           |                      |
| 2016 | 103e            | opgave           | opgave               |
| 2017 | 106e            |                  | opgave               |
| 2018 | 128e            |                  |                      |

## Ploegen
- 2015 –  Bardiani CSF
- 2016 –  Bardiani CSF
- 2017 –  Bardiani CSF
- 2018 –  Bardiani CSF

Andreetta · Barbin · Battaglin · Boem · Bongiorno · Chirico · Colbrelli · Manfredi · Piechele · Pirazzi · Ruffoni · Simion · L.Sterbini · S.Sterbini · Tonelli · Zardini
Andreetta · Barbin · Boem · Bongiorno · Chirico · Ciccone · Colbrelli · Maestri · Pirazzi · Rota · Ruffoni · Simion · L.Sterbini · S.Sterbini · Tonelli · Velasco · Zardini
Albanese · Andreetta · Barbin · Boem · Bresciani · Ciccone · Maestri · Maronese · Pacinotti · Pirazzi · Rota · Ruffoni · Simion · Sterbini · Tonelli · Velasco · Wackermann · Zardini · Fortunato (stagiair) · Orsini (stagiair)
Albanese · Andreetta · Barbin · Bresciani · Carboni · Ciccone · Guardini · Maestri · Maronese · Orsini · Rota · Savini · Senni · Simion · Sterbini · Tonelli · Wackermann